# Fajã do Calhau Rolado
Fajã muito abundante em inhame apesar de estes serem cultivados em terreno seco por escassez de água.
Fajã bastante frequentada no Verão, principalmente em Setembro, na altura das vindimas. É bastante visitada por turistas que aparecem todo o Verão.
Em tempos idos chegou-se a fazer aqui matanças do porco.
Realiza-se aqui uma festa anualmente que é feita em Junho, no dia de São João. As pessoas levam comida e bebida, juntam-se a conversar e passam quase sempre lá a noite. Durante o dia celebra-se missa e faz-se uma procissão acompanhada pela filarmónica.